# Nachi
Pour l’article ayant un titre homophone, voir Nashi.

Le drapeau des Nachi avec la croix de saint André (la marine russe utilise aussi ce symbole, mais en bleu sur fond blanc).

Nachi (« les nôtres » en russe, écrit Наши) est un mouvement politique de jeunes russes fondé officiellement le 15 avril 2005. Nationalistes, les membres du mouvement soutiennent le président Vladimir Poutine, qui a reçu plusieurs membres dans sa résidence de Zavidovo (en) en juillet 2005. 

## Historique

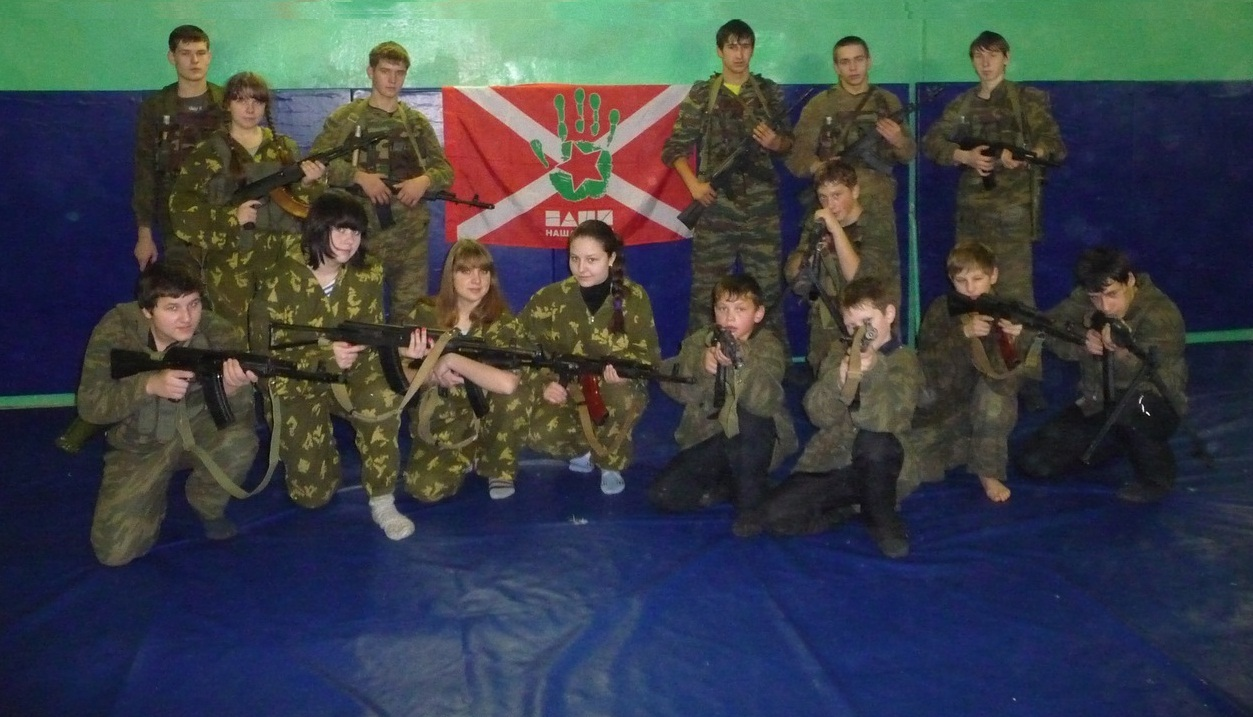
Le projet « Nacha Armiya » (ou Notre armée), le mouvement de jeunesse de Nachi, dans la ville de Smolensk.

Le document fondateur de ce mouvement est le « Manifeste du mouvement des jeunes démocratiques et antifascistes Nachi » publié dans le journal Izvestia en avril 2005. L'expression « Nachi » servait à l'époque soviétique à parler des membres de la nomenklatura sans désigner nommément les organes du pouvoir auxquels ils appartenaient.
Des sommes importantes ont été débloquées par le Kremlin pour financer ce mouvement mis en place par Vladislav Sourkov (surnommé le « Raspoutine de Poutine »). Le mouvement est organisé en cellules dirigées par un « commissaire ». À l'été 2005, le mouvement revendique 80 « commissaires » à Moscou et 3 000 dans le reste de la Russie; il en existe aussi dans la diaspora russe des autres anciennes républiques soviétiques. Les commissaires recrutent les membres de leurs cellules après une sélection et des tests, et chaque cellule se crée un réseau de relations avec des entreprises russes afin de se faire financer.
La création de ce mouvement de jeunes est une réponse aux révolutions qui ont renversé les présidences en Ukraine et en Géorgie en 2004, comme la « révolution orange », révolutions auxquelles ont participé de nombreux jeunes ukrainiens et géorgiens.
Les organisateurs affirment aussi avoir voulu concurrencer la progression à l'époque du Parti national-bolchevique. Nachi s'est d'ailleurs inspiré des méthodes utilisées par le parti d'Édouard Limonov.
Outre le soutien apporté en Russie même au parti de Vladimir Poutine, les Nachi peuvent ponctuellement agir dans les anciennes républiques soviétiques. En avril 2007, l'opinion russe s'émeut du déplacement controversé du soldat de bronze, un monument situé à Tallinn, Estonie, qui selon la Russie rend hommage aux soldats de l'armée rouge morts face aux Nazis lors de la Seconde Guerre mondiale, mais qui selon l'Estonie rappelle les 45 ans d'occupation soviétique qui ont suivi. Les Nachi locaux agressent alors l'ambassadeur d'Estonie lors d'une conférence de presse à Moscou et lancent des pierre sur l'ambassadeur de Suède venu à son aide.
À partir de 2008 le financement public de l’organisation est réduit de façon significative et elle semble en perte de vitesse, sauf là où les cellules ont trouvé des sponsors fidèles parmi les entreprises. L'entrée, avec l'âge, de leurs membres dans la vie active, sans forcément que de nouveaux jeunes prennent la relève, joue aussi un rôle.
L'organisation devient inactive en 2013 et se dissout juridiquement en 2019.